# Lista rezervațiilor naturale din județul Bistrița-Năsăud
Lista rezervațiilor naturale din județul Bistrița-Năsăud cuprinde ariile protejate de interes național (rezervații naturale), aflate pe teritoriul administrativ al județului Bistrița-Năsăud, declarate prin Legea Nr. 5 din 6 martie 2000. 

## Lista ariilor protejate
Arie naturală protejată încadrată în categoria a III-a IUCN (monument al naturii)
     Arie naturală protejată încadrată în categoria a IV-a IUCN (rezervație naturală)
| Denumirea ariei protejate                    | Cod       | Localizare         | Categorie IUCN | Tip           | Suprafață (ha) | Observații (foto) |
| -------------------------------------------- | --------- | ------------------ | -------------- | ------------- | -------------- | ----------------- |
| Cheile Bistriței Ardelene                    | RONPA0235 | Bistrița Bârgăului | IV             | peisagistic   | 50             |                   |
| Comarnic                                     | RONPA0238 | Livezile           | III            | paleontologic | 1              |                   |
| Crovul de la Larion                          | RONPA0239 | Lunca Ilvei        | IV             | botanic       | 250            |                   |
| Ineu - Lala                                  | RONPA0242 | Leșu, Rodna, Șanț  | IV             | mixt          | 2.568          | Lacul Lala Mare   |
| Izvoarele Mihăiesei                          | RONPA0240 | Anieș              | IV             | mixt          | 50             |                   |
| La Sărătură                                  | RONPA0225 | Blăjenii de Jos    | IV             | botanic       | 5              |                   |
| Lacul Zagra                                  | RONPA0233 | Zagra              | IV             | mixt          | 1              |                   |
| Locul fosilifer Râpa Mare                    | RONPA0234 | Budacu de Sus      | IV             | mixt          | 1              |                   |
| Masivul de sare de la Sărățel                | RONPA0219 | Sărățel            | III            | geologic      | 5              |                   |
| Pădurea Posmuș                               | RONPA0230 | Șieu               | IV             | botanic       | 2              |                   |
| Poiana cu narcise de pe Masivul Saca         | RONPA0226 | Valea Vinului      | IV             | botanic       | 5              |                   |
| Poiana cu narcise de pe Șesul Mogoșenilor    | RONPA0224 | Nimigea            | IV             | botanic       | 6              |                   |
| Poiana cu narcise de pe Șesul Văii Budacului | RONPA0227 | Orheiu Bistriței   | IV             | botanic       | 6              |                   |
| Piatra Corbului                              | RONPA0218 | Budacu de Sus      | IV             | paleontologic | 5              |                   |
| Piatra Cușmei                                | RONPA0229 | Cușma              | IV             | botanic       | 5              |                   |
| Piatra Fântânele                             | RONPA0228 | Prundu Bârgăului   | IV             | botanic       | 5              |                   |
| Peștera Tăușoare                             | RONPA0223 | Parva              | IV             | speologic     | 0,50           |                   |
| Peștera din Valea Cobășelului                | RONPA0236 | Șanț               | III            | speologic     | 1              |                   |
| Râpa cu păpuși                               | RONPA0221 | Domnești           | III            | geologic      | 2              | Râpa cu păpuşi    |
| Râpa Verde                                   | RONPA0237 | Budacu de Sus      | III            | paleontologic | 1              |                   |
| Stâncile Tătarului, Munții Călimani          | RONPA0241 | Bistrița Bârgăului | IV             | peisagistic   | 25             |                   |
| Tăul Zânelor                                 | RONPA0232 | Bistrița Bârgăului | IV             | mixt          | 25             |                   |
| Valea Repedea                                | RONPA0231 | Bistrița Bârgăului | IV             | mixt          | 22             |                   |
| Vulcanii noroioși „La Gloduri”               | RONPA0220 | Monor              | III            | geologic      |                |                   |
| Zăvoaiele Borcutului                         | RONPA0222 | Romuli             | IV             | hidrogeologic | 1              |                   |